# Platinasvart
Platinasvart är en, i regel oren, finfördelad form av platina som likt platinasvamp är en mycket effektiv katalysator. Det användes förr för att antända stadsgas, som bland annat består av väte och kolmonoxid. En blandning av vätgas och syrgas exploderar i närvaro av platinasvart. Det framställs genom utfällning ur en lösning av något platinasalt med hjälp av ett reduktionsmedel som exempelvis aluminium, hydrazinhydrat eller natriumformiat.